# Crossostephium
Crossostephium é um género botânico pertencente à família Asteraceae.